# 法西斯義大利 (1922年—1943年)
1922年至1943年的義大利王國，由國家法西斯黨統治，並由貝尼托·墨索里尼擔任總理。義大利法西斯實行威權統治，鎮壓反對派政治家與知識分子，同時促使經濟現代化與傳統社會價值觀並修好同羅馬天主教會的關係。根據佩恩（1996），「法西斯政府經歷了幾個不同的階段」。第一階段（1922年-1925年）名義上是議會制度的延續，儘管是「合法組織的行政獨裁」；第二階段（1925年-1929年）則是「法西斯專政的建設」；第三階段（1929年-1934 年）外交政策干預較少；第四階段（1935年-1940年）的特點是侵略性的外交政策：從厄利垂亞和索馬里蘭發動的第二次義大利衣索比亞戰爭、因與國際聯盟對抗，招致制裁、日益自給自足的經濟、入侵阿爾巴尼亞、簽訂鋼鐵契約；第五階段（1940年-1943年）是第二次世界大戰本身，以軍事失敗告終；而第六階段也是最後階段（1943年-1945年）是德國控制下的薩羅政府。
1922年，意大利法西斯党领导人贝尼托·墨索里尼在罗马进军后被任命为意大利总理。墨索里尼在1923年的《洛桑条约》中解决了多德卡尼斯群岛的主权问题，该条约正式规定意大利对利比亚（義属昔兰尼加和義属的黎波里塔尼亚）和多德卡尼斯群岛的管理，但墨索里尼尝试从英国手中夺取伊拉克部分地区的委托管理权失败了。
《洛桑条约》批准后的一个月，科孚事件发生，墨索里尼下令入侵希腊科孚岛。意大利媒体支持这一举动，并指出科孚岛四百年来一直是威尼斯的财产。希腊将此事提交给国际联盟，英国说服墨索里尼撤离意大利军队以换取希腊的赔偿。这次对抗导致英国和意大利于1924年解决了朱巴兰问题，朱巴兰被并入意属索马里兰。
1920年代末，扩张主义成为墨索里尼演讲中备受青睐的主题。墨索里尼的目标之一是意大利海军必须成为地中海的主导力量，能够挑战法国或英国并获得进入大西洋和印度洋的通行权。墨索里尼声称，意大利需要无争议地进入世界海洋以确保国家主权。他在1939年起草的一份名为“向海洋进军”的文件中详细阐述了这一点，并包含在法西斯大委员会会议的正式记录中。
地中海上的“监狱”分布在科西嘉岛、突尼斯、马耳他和塞浦路斯。监狱看守是直布罗陀和苏伊士。科西嘉岛是一把瞄准意大利心脏的手枪；突尼斯，马耳他和塞浦路斯分别在地中海东部和西部对我们构成威胁。希腊、土耳其和埃及已经准备好与英国形成链条，完成对意大利的政治军事包围。因此，希腊、土耳其和埃及必须被视为意大利扩张的死敌……意大利政策的目标首先是打破障碍，除了阿尔巴尼亚之外，意大利不可能也没有欧洲领土性质的大陆目标。这座监狱……一旦栅栏被打破，意大利的政策就只有一个座右铭——向海洋进军。

—贝尼托·墨索里尼，《向海洋进军》
在二戰中，義大利是軸心國的領導成員，在多條戰線上作戰並取得初步的成功。不過，當德國與義大利在非洲被擊潰、蘇聯在蘇德戰爭的成功與同盟國登陸西西里島後，國王維托里奧·埃馬努埃萊三世推翻並逮捕了墨索里尼，同盟國控制區（羅馬南部）的法西斯黨組織被關閉。新政府與同盟國在1943年9月簽屬停戰協議。納粹德國在法西斯的幫助下，佔領了義大利北方並解救出墨索里尼，並且建立了義大利社會共和國——一個由墨索里尼與他的法西斯忠誠份子同德國合作成立的傀儡政權。義大利抵抗運動在拿坡里的四天中表現出對納粹德國與法西斯通敵者的抵抗；而盟軍則在南部組織了部分義大利軍隊，組成義大利聯合交戰陸軍，在剩下的戰爭中與盟軍並肩作戰；一小部分的義大利軍隊則在國家共和軍中與德國一起對抗盟軍。自那時起，義大利便處於內戰中，義大利抵抗運動以游擊戰的方式抵抗德國與國家共和軍。墨索里尼則在1945年4月28日被抵抗組織逮捕並處死，敵對行動則在翌日結束。
戰後不久，因民眾的不滿而導致了1946年的義大利國體公投。義大利人決定放棄君主制，成立義大利共和國，即今天的義大利。